# Guamote (cantão)
Guamote é um cantão do Equador localizado na província de Chimborazo.
A capital do cantão é a cidade de Guamote.